# Difensore del vincolo
Il difensore del vincolo, o in latino defensor matrimonii, è un funzionario della Chiesa cattolica il cui compito è quello di difendere il vincolo matrimoniale nella procedura prevista per l'udienza di cause matrimoniali che implicano la validità o la nullità di un matrimonio già contratto.

## Storia
Papa Benedetto XIV con la sua bolla Dei Miseratione del 3 novembre 1741, introdusse questo funzionario nella procedura matrimoniale per evitare gli abusi che si verificavano dalla procedura ordinaria. Un annullamento di un matrimonio derivava talvolta dalla sola apparizione del coniuge che desiderava la libertà di contrarre un nuovo matrimonio, mentre l'altro era apatico e connivente con l'annullamento, o talvolta incapace o indisposto a sostenere le spese della causa, in particolare se si richiedeva un ricorso a un tribunale superiore. Lo scandalo nacque dalla frequenza della dissoluzione dei matrimoni con la libertà di stipulare nuove unioni.

## Qualifiche e obblighi
La bolla richiede che in ogni diocesi l'ordinario nomini un difensore del vincolo, integro nel carattere e appreso nella legge, ecclesiastico se possibile, laico se necessario. Il vescovo può sospenderlo o rimuoverlo per una particolare causa e, se gli viene impedito di prendere parte alla procedura, sostituirlo con un altro con le qualifiche richieste.

### Procedimenti di prima istanza
Il difensore del vincolo deve essere convocato per qualsiasi processo in cui ci sia una domanda, davanti a un giudice competente, circa la validità o la nullità di un matrimonio. Qualsiasi procedimento è nullo se il difensore non viene convocato. Deve avere l'opportunità di esaminare i testimoni, oralmente o per iscritto, e di portare avanti qualunque argomento possa favorire la validità del matrimonio. Deve essere citato anche se la parte interessata alla difesa del matrimonio è presente. Tutti gli atti del tribunale devono sempre essere a lui accessibili. In qualsiasi momento ha il diritto di presentare nuovi documenti o testimoni favorevoli al vincolo matrimoniale. Assumendo il suo ufficio deve prestare giuramento per adempiere ai suoi doveri e si prevede che rinnovi il giuramento in ogni caso. Se il giudice decide in favore del matrimonio, il difensore non deve intraprende ulteriori azioni a meno che il suo avversario non faccia appello a un tribunale superiore. Qui un nuovo difensore ricomincia la difesa della validità del vincolo matrimoniale. Se il giudice di primo grado decide contro la validità del matrimonio e nessun altro fa appello il difensore del vincolo ha il diritto di appellarsi al tribunale superiore. Se sente il dovere di fare appello, un nuovo non può essere contratto fino a quando la sua richiesta non viene ascoltata.
Questa legislazione canonica fu estesa e applicata negli Stati Uniti d'America da un'istruzione della Congregatio de Propaganda Fide del 1883 e pubblicata con gli Atti e i Decreti del Terzo Consiglio Plenario di Baltimora. Sebbene la bolla non lo richieda, la pratica della Chiesa romana estende l'intervento del difensore ai casi di matrimoni validi ma non consumati dove la Santa Sede è chiamata a concedere una dispensa per un nuovo matrimonio.

### Procedimenti di seconda istanza
L'obbligo del difensore di impugnare la decisione di primo grado avverso alla validità del vincolo matrimoniale venne modificato dalla Santa Sede in diversi casi in cui l'invalidità dipende da fatti indiscutibilmente provati. Laddove il decreto Tametsi del Concilio di Trento era vincolante, richiedendo la presenza del parroco per la validità del processo, se fosse stata usata solo una cerimonia civile, il vescovo poteva dichiarare il matrimonio nullo senza la partecipazione del difensore. Ai sensi della nuova legge matrimoniale contenuta nel decreto Ne Temere di papa Pio X, questo vale anche se un matrimonio viene tentato solo davanti a un'autorità civile o un ministro del culto non cattolico. Tuttavia, se fosse stata usata una forma ecclesiastica e fosse stata messa in discussione la nullità della clandestinità, è richiesta la presenza del difensore; ma se appare chiaramente l'impedimento della clandestinità, non ha bisogno di appellarsi. Questo è vero anche se, attraverso l'assenza della dispensazione ecclesiastica, vi è un impedimento per disparità di culto, consanguineità o di affinità da rapporti legali, o di relazioni spirituali, o di certi precedenti matrimoni legittimi ancora esistenti. In questi casi l'ordinario può, con la partecipazione del difensore, dichiarare il matrimonio nullo e il difensore non è tenuto a presentare ricorso. Questo, tuttavia, fu dichiarato dal Sant'Uffizio il 27 maggio 1901 solo per comprendere casi in cui certamente e chiaramente l'impedimento è provato; altrimenti il difensore deve appellarsi al tribunale superiore. Il difensore viene esortato a esercitare il suo ufficio gratuitamente, ma può essere risarcito dalle tasse imposte dal tribunale o da altre risorse diocesane.
I brevi presentati al tribunale dal difensore del vincolo sono considerati parte degli "atti" del caso e le parti hanno il diritto di vedere e commentare gli atti prima che la decisione sia presa dal/i giudice/i.